# Ілона Верлі
Ілона Верлі (не раніше 1 вересня 1994 і не пізніше 31 серпня 1995 , Нанаймо, Британська Колумбія ) — канадсько-американська дреґ-королева, найбільш відома своєю участю у першому сезоні канадських дреґ-рейсів.

## Раннє життя
Ілона Верлі народилася 1994 року та виросла у Сурреї, Британська Колумбія у Канаді. Вона відвідувала Центр Бланш Макдональд у Ванкувері де навчалася на візажиста.

## Кар'єра
Ілона Верлі з'явилася у відео поп-співака Метью V 2018 року на його сингл «Broken» після того, як Метью V відвідав драг-шоу, на якому Верлі виконала сингл Метью V 2017 року «Tell Me Smooth».
Верлі брала участь у першому сезоні Canad's Drag Race, реаліті-серіалу, заснованому на американському серіалі RuPaul's Drag Race і канадському виданні франшизи «Drag Race». Перед появою в шоу вони пройшли прослуховування в Лос-Анджелесі на одинадцятий і дванадцятий сезони американської версії. Вона стала «першою корінною, дводуховою і відкрито небінарною королевою», яка брала участь у цих змаганнях. На канадських Drag Race Верлі тричі потрапляла до двох найвищих місць і вибувала у сьомому епізоді. Вона також привернула до себе підвищену увагу своїм зовнішнім виглядом у фіналі сезону, коли одягнула сукню, що представляє традиції корінних народів у їхніх фірмових пастельних тонах з червоними відбитками рук, символом проблеми зниклих і вбитих жінок корінного населення.
Ілона Верлі також працювали в магазині професійної косметики NYX.
У жовтні 2020 року Верлі була оголошена одним із виконавців на гала-відкритті фестивалю кіно та медіа-мистецтва imagineNATIVE 2020.
У листопаді 2020 року Верлі було включено до щорічного списку Out100 впливових осіб ЛГБТ журналу Out.

## Особисте життя
Верлі — це дреґ-королева, яка ідентифікує себе як «горда, корінна транс-жінка». Вони описали свою гендерну ідентичність як постійний небірнарний гендер. У листопаді 2020 року вони заявили: «Я не хочу надто пов'язувати себе з жодним лейблом. Бо хто знає, як я буду відчувати себе через кілька місяців, коли я буду в кращому настрої чи в кращій ситуації» У тому ж місяці в подкасті LGBTQ&amp;A Верлі сказала: «Я думаю, що зараз для мене найкращий спосіб описати, хто я зараз у цей момент, — це небінарний і гендерний плин».
Станом на жовтень 2020 року вони живуть у Ванкувері, повернувшись до Канади після проживання в Лос-Анджелесі. У 2020 році вони звинуватили NYX Professional Makeup у культурній нечутливості .

## Фільмографія

### Телебачення
- Канадські драг-рейси (1-й сезон)